# Паровозний провулок (Мелітополь)
Паровозний провулок — провулок в Мелітополі на Юрівці. Починається від вулиці Володимира Тимошенка і закінчується глухим кутом. На провулку знаходяться приватні будинки і школа № 22.

## Назва
Назва провулка пов'язана з тим, що в 400 метрах від нього знаходяться залізниця і локомотивне депо.

## Історія
Проєкт прорізки та найменування провулка був затверджений 5 лютого 1958 року.